# Leptogenys iridescens
Leptogenys iridescens é uma espécie de formiga do gênero Leptogenys, pertencente à subfamília Ponerinae.